# Ґумениці (Великопольське воєводство)
Ґумениці (пол. Gumienice) — село в Польщі, у гміні Поґожеля Гостинського повіту Великопольського воєводства.
Населення — 320 осіб (2011).
У 1975-1998 роках село належало до Лешненського воєводства.

## Демографія
Демографічна структура станом на 31 березня 2011 року:
|          | Загалом | Допрацездатний вік | Працездатний вік | Постпрацездатний вік |
| -------- | ------- | ------------------ | ---------------- | -------------------- |
| Чоловіки | 158     | 51                 | 92               | 15                   |
| Жінки    | 162     | 47                 | 84               | 31                   |
| Разом    | 320     | 98                 | 176              | 46                   |